# Saison 2018 de l'équipe cycliste Lotto NL-Jumbo
La saison 2018 de l'équipe cycliste Lotto NL-Jumbo est la vingt-troisième de cette équipe.

## Préparation de la saison 2018

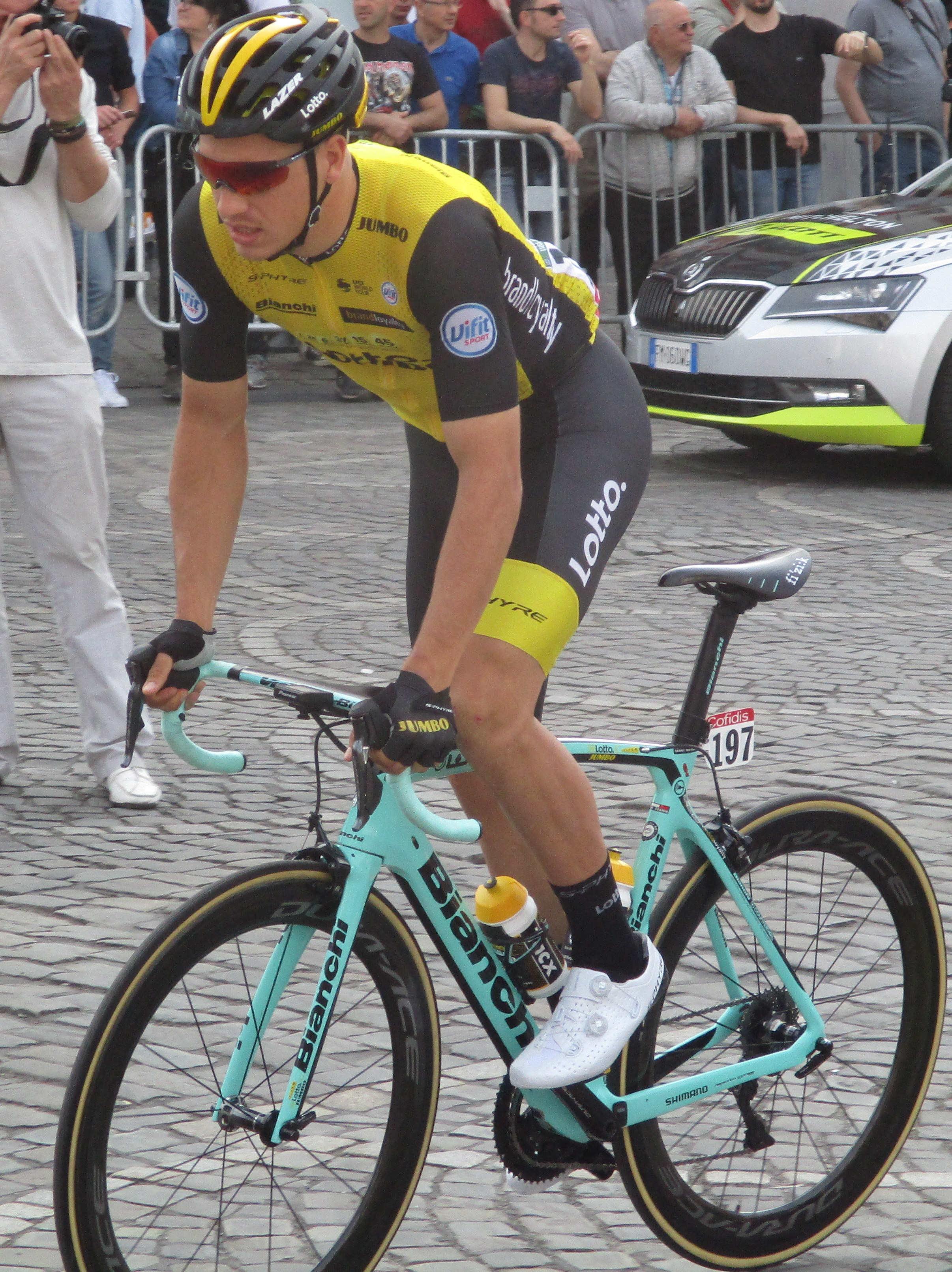
Danny van Poppel.

### Sponsors et financement de l'équipe
Les sponsors principaux de l'équipe sont les mêmes depuis 2015. Les dirigeants de l'équipe se sont engagés en septembre 2014 avec De Lotto, la loterie nationale néerlandaise, et Brand Loyalty, sponsor éponyme d'une équipe de patinage de vitesse. Cette dernière et l'équipe cycliste fusionnent alors leur structure. La chaîne de supermarchés Jumbo s'engage comme deuxième sponsor. L'équipe cycliste, comme celle de patinage de vitesse, prend le nom de Lotto NL-Jumbo,. En 2016, la loterie néerlandaise, Brand Loyalty et Jumbo prolongent leur engagement jusque fin 2018,. La loterie néerlandaise annonce en début de saison son intention de mettre fin à son partenariat en fin d'année 2018. Un engagement de Jumbo en tant que sponsor principal pour cinq saisons à partir de 2019 est alors rendu public, avec la prévision un accroissement du budget. Cette saison voit 2018 l'arrivée d'un sponsor supplémentaire, la coopérative laitière FrieslandCampina et sa marque Vifit, qui s'est engagée pour trois ans.
Bianchi est le fournisseur de cycles de l'équipe. Les coureurs roulent sur le modèle Oltre XR4, qui arbore cette saison les couleurs de Marco Pantani afin de célébrer les vingt ans de son doublé Giro-Tour,.
Le maillot de l'équipe est fourni par S-Phyre, filiale de Shimano. Il est jaune, aux manches, cols et flancs noirs. Les noms des sponsors Lotto et Jumbo sont mis en évidence sur le torse et dans le dos, en noir, et surmontés de balles de loto. Sur la poitrine, plus petits, apparaissent les logos de Brand Loyalty, de S-Phyre, du World Tour, de Bianchi et de Vifit. Le logo de ce dernier figure également sur les manches. Dans le dos, une boule de loto affiche un numéro choisi par le coureur.

### Arrivées et départs
| Arrivées         | Équipe 2017         |
| ---------------- | ------------------- |
| Pascal Eenkhoorn | BMC Development     |
| Sepp Kuss        | Rally               |
| Neilson Powless  | Axeon-Hagens Berman |
| Danny van Poppel | Sky                 |

| Départs               | Équipe 2018   |
| --------------------- | ------------- |
| Victor Campenaerts    | Lotto-Soudal  |
| Twan Castelijns       | retraite      |
| Martijn Keizer        |               |
| Steven Lammertink     | Vital-Concept |
| Juan José Lobato      |               |
| Jurgen Van den Broeck | retraité      |
| Alexey Vermeulen      |               |

### Objectifs
Steven Kruijswijk est désigné leader pour le Tour de France. Primož Roglič et Robert Gesink l'y accompagneront et viseront des victoires d'étapes, ainsi qu'au Tour d'Italie. Le sprinter Dylan Groenewegen sera aligné au Tour de France, tandis que Danny van Poppel disputera le Giro. Lars Boom doit être le leader de l'équipe pour les classiques, malgré une opération chirurgicale subie en début d'année afin de corriger une arhythmie cardiaque. Il sera également présent sur le Tour, avec pour objectif personnel la neuvième étape arrivant à Roubaix.

## Coureurs et encadrement technique

### Effectif

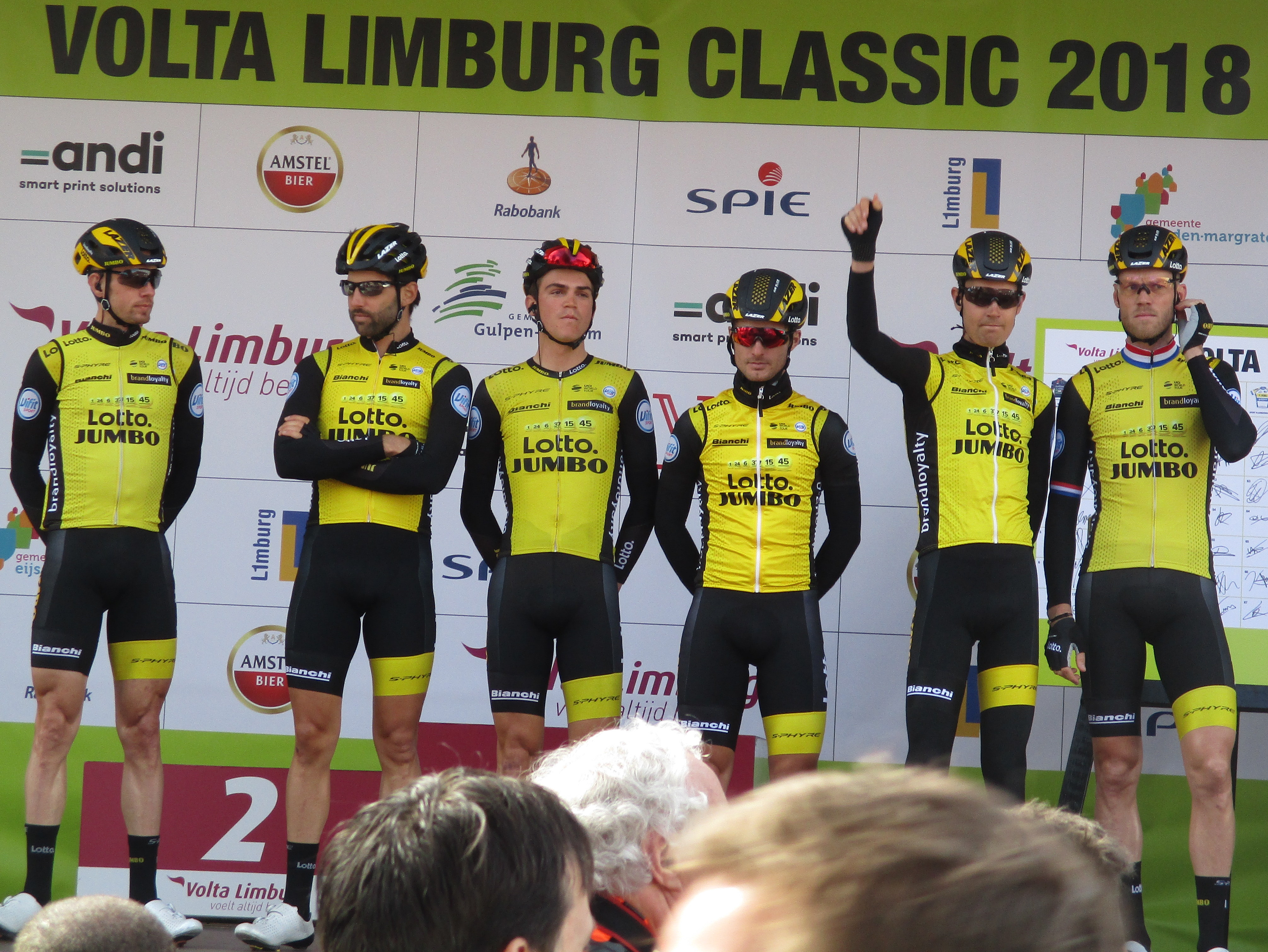
Coureurs de l'équipe lors de la Volta Limburg Classic.

L'effectif de Lotto NL-Jumbo pour la saison 2018 comprend vingt-six coureurs.
| Cycliste              | Date de naissance | Nationalité      | Équipe 2017         |  |
| --------------------- | ----------------- | ---------------- | ------------------- |  |
| Enrico Battaglin      | 17 novembre 1989  | Italie           | Lotto NL-Jumbo      |  |
| George Bennett        | 7 avril 1990      | Nouvelle-Zélande | Lotto NL-Jumbo      |  |
| Lars Boom             | 30 décembre 1985  | Pays-Bas         | Lotto NL-Jumbo      |  |
| Koen Bouwman          | 2 décembre 1993   | Pays-Bas         | Lotto NL-Jumbo      |  |
| Stef Clement          | 24 septembre 1982 | Pays-Bas         | Lotto NL-Jumbo      |  |
| Floris De Tier        | 20 janvier 1992   | Belgique         | Lotto NL-Jumbo      |  |
| Pascal Eenkhoorn      | 8 février 1997    | Pays-Bas         | BMC Development     |  |
| Robert Gesink         | 31 mai 1986       | Pays-Bas         | Lotto NL-Jumbo      |  |
| Amund Grøndahl Jansen | 11 février 1994   | Norvège          | Lotto NL-Jumbo      |  |
| Dylan Groenewegen     | 21 juin 1993      | Pays-Bas         | Lotto NL-Jumbo      |  |
| Steven Kruijswijk     | 7 juin 1987       | Pays-Bas         | Lotto NL-Jumbo      |  |
| Sepp Kuss             | 13 septembre 1994 | États-Unis       | Rally               |  |
| Tom Leezer            | 26 décembre 1985  | Pays-Bas         | Lotto NL-Jumbo      |  |
| Bert-Jan Lindeman     | 16 juin 1989      | Pays-Bas         | Lotto NL-Jumbo      |  |
| Paul Martens          | 26 octobre 1983   | Allemagne        | Lotto NL-Jumbo      |  |
| Daan Olivier          | 24 novembre 1992  | Pays-Bas         | Lotto NL-Jumbo      |  |
| Neilson Powless       | 3 septembre 1996  | États-Unis       | Axeon-Hagens Berman |  |
| Primož Roglič         | 29 octobre 1989   | Slovénie         | Lotto NL-Jumbo      |  |
| Timo Roosen           | 11 janvier 1993   | Pays-Bas         | Lotto NL-Jumbo      |  |
| Bram Tankink          | 3 décembre 1978   | Pays-Bas         | Lotto NL-Jumbo      |  |
| Antwan Tolhoek        | 29 avril 1994     | Pays-Bas         | Lotto NL-Jumbo      |  |
| Jos van Emden         | 18 février 1985   | Pays-Bas         | Lotto NL-Jumbo      |  |
| Gijs Van Hoecke       | 12 novembre 1991  | Belgique         | Lotto NL-Jumbo      |  |
| Danny van Poppel      | 26 juillet 1993   | Pays-Bas         | Sky                 |  |
| Robert Wagner         | 17 avril 1983     | Allemagne        | Lotto NL-Jumbo      |  |
| Maarten Wynants       | 13 mai 1982       | Belgique         | Lotto NL-Jumbo      |  |

- Stagiaire

À partir du 1er août 2018
| Coureur  | Date de naissance | Nationalité | Équipe             |
| -------- | ----------------- | ----------- | ------------------ |
| Jan Maas | 19-02-1996        | Pays-Bas    | SEG Racing Academy |

## Bilan de la saison

### Victoires
| Date       | Course                                                  | Pays                | Classe | Vainqueur         |
| ---------- | ------------------------------------------------------- | ------------------- | ------ | ----------------- |
| 31/01/2018 | 1re étape du Tour de la Communauté valencienne          | Espagne             | 2.1    | Danny van Poppel  |
| 06/02/2018 | 1re étape du Dubaï Tour                                 | Émirats arabes unis | 2.HC   | Dylan Groenewegen |
| 14/02/2018 | 4e étape du Tour de l'Algarve                           | Portugal            | 2.HC   | Dylan Groenewegen |
| 17/02/2018 | 1re étape du Tour de l'Algarve                          | Portugal            | 2.HC   | Dylan Groenewegen |
| 25/02/2018 | Kuurne-Bruxelles-Kuurne                                 | Belgique            | 2.HC   | Dylan Groenewegen |
| 05/03/2018 | 2e étape du Paris-Nice                                  | France              | 2.UWT  | Dylan Groenewegen |
| 09/03/2018 | 3e étape de Tirreno-Adriatico                           | Italie              | 2.UWT  | Primož Roglič     |
| 22/03/2018 | 1re étape de la Semaine internationale Coppi et Bartali | Italie              | 2.1    | Pascal Eenkhoorn  |
| 05/04/2018 | Classement général du Tour du Pays basque               | Espagne             | 2.UWT  | Primož Roglič     |
| 07/04/2018 | 4e étape du Tour du Pays basque                         | Espagne             | 2.UWT  | Primož Roglič     |
| 29/04/2018 | Classement général du Tour de Romandie                  | Suisse              | 2.UWT  | Primož Roglič     |
| 09/05/2018 | 5e étape du Tour d'Italie                               | Italie              | 2.UWT  | Enrico Battaglin  |
| 16/05/2018 | 1re étape du Tour de Norvège                            | Norvège             | 2.HC   | Dylan Groenewegen |
| 18/05/2018 | 3e étape du Tour de Norvège                             | Norvège             | 2.HC   | Dylan Groenewegen |
| 19/05/2018 | 4e étape du Tour de Norvège                             | Norvège             | 2.HC   | Dylan Groenewegen |
| 14/06/2018 | 2e étape du Tour de Slovénie                            | Slovénie            | 2.1    | Dylan Groenewegen |
| 15/06/2018 | 4e étape du Tour de Slovénie                            | Slovénie            | 2.1    | Primož Roglič     |
| 17/06/2018 | 5e étape du Tour de Slovénie                            | Slovénie            | 2.1    | Primož Roglič     |
| 17/06/2018 | Classement général du Tour de Slovénie                  | Slovénie            | 2.1    | Primož Roglič     |
| 19/06/2018 | Halle-Ingooigem                                         | Belgique            | 1.1    | Danny van Poppel  |
| 13/07/2018 | 7e étape du Tour de France                              | France              | 2.UWT  | Dylan Groenewegen |
| 14/07/2018 | 8e étape du Tour de France                              | France              | 2.UWT  | Dylan Groenewegen |
| 27/07/2018 | 19e étape du Tour de France                             | France              | 2.UWT  | Primož Roglič     |
| 08/08/2018 | 2e étape du Tour de l'Utah                              | États-Unis          | 2.HC   | Sepp Kuss         |
| 11/08/2018 | 5e étape du Tour de l'Utah                              | États-Unis          | 2.HC   | Sepp Kuss         |
| 12/08/2018 | 6e étape du Tour de l'Utah                              | États-Unis          | 2.HC   | Sepp Kuss         |
| 12/08/2018 | Classement général du Tour de l'Utah                    | États-Unis          | 2.HC   | Sepp Kuss         |
| 18/08/2018 | 3e étape de la Colorado Classic                         | États-Unis          | 2.HC   | Pascal Eenkhoorn  |
| 22/08/2018 | Veenendaal-Veenendaal Classic                           | Pays-Bas            | 1.1    | Dylan Groenewegen |
| 06/09/2018 | 5e étape du Tour de Grande-Bretagne                     | Royaume-Uni         | 2.HC   | Lotto NL-Jumbo    |
| 14/09/2018 | Championnat des Flandres                                | Belgique            | 1.1    | Dylan Groenewegen |
| 02/10/2018 | Binche-Chimay-Binche                                    | Belgique            | 1.1    | Danny van Poppel  |
| 16/10/2018 | 1re étape du Tour du Guangxi                            | Chine               | 2.UWT  | Dylan Groenewegen |

### Résultats sur les courses majeures
Les tableaux suivants représentent les résultats de l'équipe dans les principales courses du calendrier international (les cinq classiques majeures et les trois grands tours). Pour chaque épreuve est indiqué le meilleur coureur de l'équipe, son classement ainsi que les accessits glanés par Lotto NL-Jumbo sur les courses de trois semaines.

#### Classiques
| Classique            | Milan-San Remo      | Tour des Flandres | Paris-Roubaix               | Liège-Bastogne-Liège | Tour de Lombardie    |
| -------------------- | ------------------- | ----------------- | --------------------------- | -------------------- | -------------------- |
| Coureur (classement) | Jos van Emden (24e) | Timo Roosen (14e) | Amund Grøndahl Jansen (16e) | Robert Gesink (24e)  | George Bennett (10e) |

#### Grands tours
| Grand tour           | Tour d'Italie                         | Tour de France                                              | Tour d'Espagne         |
| -------------------- | ------------------------------------- | ----------------------------------------------------------- | ---------------------- |
| Coureur (classement) | George Bennett (8e)                   | Primož Roglič (4e)                                          | Steven Kruijswijk (4e) |
| Accessits            | 1 victoire d'étape (Enrico Battaglin) | 3 victoires d'étapes (Dylan Groenewegen (2), Primož Roglič) | -                      |